# Finnkampen 2014

Finnkampen 2014 var den 74:e finnkampen i friidrott och genomfördes på Helsingfors Olympiastadion den 30–31 augusti 2014.

## Seniorkampen
Sverige tog för andra året i rad en dubbelseger och vann både för herrar och damer. Det var första gången som Sverige vann en dubbelseger i finnkampen i Helsingfors sedan 1986.